# 189312 Jameyszalay
189312 Jameyszalay è un asteroide della fascia principale. Scoperto nel 2006, presenta un'orbita caratterizzata da un semiasse maggiore pari a 3,1431328 au e da un'eccentricità di 0,1889700, inclinata di 2,83443° rispetto all'eclittica.